# Vengeance on Varos
Az Vengeance on Varos a Doctor Who sorozat 138. része, amit 1985. január 19.–e és január 26.-e között adtak két epizódban.

## Történet
A gyengélkedő Tardis megjavításához egy Zeiton nevű ásvány lenne szükséges, s a keresés a Doktort és Perit a Varos bolygóra viszi. A Varos valaha fegyencbolygó volt politikai elítéltek számára. A mai emberek legnagyobb szórakozása a kínzásokkal és kivégzésekkel járó játékok, amit a lakosok interaktív tévé közvetítéseken. A Doktor és Peri ennek a valóságshow-nak a közepébe csöppenek bele...

## Epizódlista
| #  | Bemutató napja   | Hossza | Nézők száma (millió) |
| -- | ---------------- | ------ | -------------------- |
| 1. | 1985. január 19. | 44:42  | 7,2                  |
| 2. | 1985. január 26. | 44:43  | 7                    |

## Könyvkiadás
A könyvváltozatát 1988. június 16.-n adta ki a Target könyvkiadó. Írta Philip Martin

## Otthoni kiadás
- VHS-n 1993 novemberében adták ki a Doctor Who 30. évfordulójának részeként.
- DVD-n 2001. október 15.-n adták ki.
  - Idén újra kiadták a 'Doctor Who: The Doctors Revisited' dobozában, amiben van egy dokumentumfilm a hatodik Doktor történeteiről.

### Fordítás
- Ez a szócikk részben vagy egészben  a   Vengeance_on_Varos című angol Wikipédia-szócikk fordításán alapul.  Az eredeti cikk szerkesztőit annak laptörténete sorolja fel. Ez a jelzés csupán a megfogalmazás eredetét és a szerzői jogokat jelzi, nem szolgál a cikkben szereplő információk forrásmegjelöléseként.